# Болотовы
Болотовы — несколько русских дворянских родов.
При подаче документов (1686) для внесения рода в Бархатную книгу была предоставлена родословная роспись Болотовых.
В России есть несколько родов данной фамилии. Три из них относится к столбовому дворянству и занесены в VI часть родословной книги.
1. Потомство Романа Болотова, жившего в начале XVI века. Его внук Гавриил Васильевич вёрстан поместным окладом (1628). Данный род единственным из Болотовых занесен в Гербовник. (Герб. Часть V. № 89).
2. Потомки Грязного-Болотова, жившего в начале XVI века (в Гербовник не внесены). Внесены в родословную книгу Костромской губернии.
3. Потомки Прокофия Болотова, жившего в начале XVII века. Никита Прокофьевич жалован поместьями в Ефремовском уезде (1647). (в Гербовник не внесены). Внесены в родословную книгу Тульской губернии.
4. Потомки Мордвина-Ивана Болотова, († до 1631)  (в Гербовник не внесены)[2][3].
5. Потомство Наума (он же Третьяк) и его сына Фёдора Болотовых.
6. Потомство Тимофея Васильевича (оба — начала XVII века), записаны в VI часть родословной книги Рязанской губернии.
7. Потомство Артемия Григорьева Болотова, жалованного поместьем (1683), записан в VI часть родословной книги Пензенской губернии.
8. Потомство Мартына Болотова (половина XVII столетия) и записанный в VI часть родословной книги Тамбовской губернии, не признан Герольдией Правительствующего Сената.

Два другие рода Болотовых, записанные в VI часть родословной книги Тульской губернии, происходят:
1. от каширянина Ерёмы, сына Гаврилы Васильевича Горяина (начало XVII в.). Из первого рода тульских Болотовых, Андрей Тимофеевич, и внук его, Алексей Павлович, профессора геодезии. Правнуки Андрея Тимофеевича — церковные деятели святая схиигуменья София[4] и игумен Даниил Болотов[5]. Их внучатый племянник схиархимандрит Макарий. Герб рода Болотовых внесён в Часть 5 Общего гербовника дворянских родов Всероссийской империи, стр. 89.
2. от сына боярского, ефремовца, Никиты Прокофьевича, вёрстанного поместьем (1647).

## Описание герба
В щите, имеющем голубое поле, изображён золотой крест и под ним серебряный полумесяц, рогами вверх обращённый. Щит увенчан обыкновенным дворянским шлемом с дворянской на нём короной. Намёт на щите голубой, подложенный золотом. Герб внесён в Общий гербовник дворянских родов Российской империи, часть 5, 1-е отделение, стр. 89.

## Известные представители
- Болотов Василий Романович — каширский помещик (1587-1589).
- Болотов Михаил Александрович — губной староста в Микулине, помещик Тверского уезда (1590).
- Болотов Еремей Горяинов — за службу жалован поместьем (1628).
- Болотовы: Василий Грязнов, Борис Ерофеевич — убиты под Смоленском († 1634).
- Болотов Кирилл Ерофеевич — за храбрость и мужество в военных действиях против поляков жалован поместьем (1689)[3].
- Болотовы: Гаврила и Кирилл Ерофеевичи, Иван Гаврилович, Матвей Кириллович, Осип Кузьмич — московские дворяне (1692)[3][6].
- Болотов, Алексей Павлович (1803—1853) — русский геодезист, генерал-майор.
- Болотов, Андрей Тимофеевич (1738—1833) — писатель, мемуарист, философ-моралист, учёный, ботаник и лесовод, один из основателей агрономии и помологии в России.
- Болотов, Дмитрий Михайлович (1837—1907) — живописец-портретист, правнук А. Т. Болотова и брат С. М. Болотовой.
- Болотова, София Михайловна (1845—1888) — схиигуменья, основательница Шамординского монастыря. Правнучка А. Т. Болотова и сестра Д. М. Болотова.